# Limnephilus orientalis
Limnephilus orientalis là một loài Trichoptera trong họ Limnephilidae. Chúng phân bố ở miền Cổ bắc.